# Silvana Ibarra
Silvana Marjorie Ibarra Castillo (sinh năm 1959) là một ca sĩ, diễn viên và chính trị gia người Ecuador.

## Tiểu sử
Silvana Ibarra sinh ra ở Bucay vào năm 1959. Cô bắt đầu hát khi còn nhỏ, xuất hiện lần đầu tiên trên đài phát thanh vào năm 5 tuổi và thu âm đĩa đơn đầu tiên vào lúc 15 
Cô đã xuất hiện trong một số phim truyền hình, bắt đầu với telenovela Una mujer (1991 telenovela) vào năm 1991.
Album năm 2014 của cô, Silvana entre cuerdas được sản xuất bởi chồng cô, nhạc sĩ Gustavo Pacheco, và chứa bìa 12 boleros. Album năm 2019 của cô Silvana de bohemia vinh danh các nhạc sĩ của thập niên 1960 và 70, như Julio Jaramillo và Olimpo Cárdenas.
Ibarra và Pacheco đã kết hôn vào năm 1990. Họ có với nhau một cô con gái, nhà điêu khắc Ámar Pacheco, người đã giành chiến thắng trong cuộc thi tài năng của Nữ hoàng xứ Wales năm 2015. Tổng thống Abdalá Bucaram và Lorena Gallo (trước đây là Bobbitt, người mà Ibarra sẽ thể hiện trong một tập phim truyền hình De la Vida Real) đóng vai trò là cha mẹ đỡ đầu của Ámar trong lễ rửa tội vào tháng 10 năm 1996. Ibarra cũng có hai con từ mối quan hệ trước. Cô và Gustavo Pacheco đã ly hôn vào năm 2019.

## Chính trị
Trong cuộc bầu cử lập pháp năm 2002, Ibarra đã giành được một ghế trong Quốc hội đại diện cho tỉnh Guayas cho Đảng Roldosist của Ecuador. Trong nhiệm kỳ của mình, cô đã trình bày tám dự luật cải cách.

## Danh sách đĩa hát
- Silvana... vi cuerpo y alma (1989)
- Silvana andicumbias (1990) [6]
- Silvana entre cuerdas (2014) [6]
- Silvana de bohemia (2019) [7]

## Phim truyền hình
- Una mujer (1991 telenovela) [es] (1991) [5]
- De la Vida Real (2000; một tập, trong vai Lorena Bobbitt) [1]
- Cholicienta (2007) [1]
- Mujeres asesinas (Ecuadorian TV series) [es]: chương " Cándida, esposa improvisada [es] "(2009) [12]